# Stinnett (Teksas)
Stinnett – miasto w Stanach Zjednoczonych, w stanie Teksas, w hrabstwie Hutchinson. W 2000 roku liczyło 1936 mieszkańców.